# Assassinato de Kanhaiya Lal
Kanhaiya Lal Teli era um alfaiate hindu que foi assassinado por dois agressores muçulmanos em 28 de junho de 2022 em Udaipur, no estado indiano de Rajasthan. Os agressores capturaram o ataque em câmera e circularam o vídeo na internet.
Lal foi morto por supostamente compartilhar uma postagem de rede social em apoio a Nupur Sharma, uma política indiana e porta-voz do Partido do Povo Indiano (BJP) cujos comentários levaram à controvérsia sobre comentários à Muhammad de 2022. Os agressores entraram na loja de Lal se passando por clientes antes de matá-lo. Vídeos do assassinato foram postados na internet, com dois supostos agressores segurando facas de açougueiro e alegando a responsabilidade pelo assassinato, identificando-se como Mohammed Riyaz Akhtar e Mohammed Ghous.
As autoridades locais anunciaram um toque de recolher e bloquearam o acesso à internet depois que vídeos do ataque se tornaram virais nas redes sociais, causando indignação em massa em toda a Índia. O governo indiano tentou impedir que o vídeo do ataque brutal circulasse na internet.

## Contexto
Em 11 de junho, o vizinho de Lal, Nazim, registrou um processo contra ele por causa de um post controverso em rede social que levou à prisão de Lal. Posteriormente, Lal foi libertado sob pagamento de fiança. Em 15 de junho, Lal apresentou um pedido de proteção à polícia local após receber ameaças de morte. Em sua queixa na delegacia de Dhan Mandi, Lal afirmou que estava recebendo ameaças de Nazim e outros. Em sua queixa contra Nazim e outros cinco, Lal alegou que o grupo circulou sua foto dentro de sua comunidade nas redes sociais com uma mensagem dizendo que Lal deveria ser morto se visto em qualquer lugar ou se ele abrisse sua loja. A polícia disse que mediaram e resolveram o assunto entre Nazim e Lal. Kanhaiya então deu uma declaração à polícia de que não queria mais nenhuma ação no caso. Lal disse que o post controverso foi compartilhado inadvertidamente por seu filho enquanto jogava um jogo em seu celular e que Lal não sabia como operar um celular.

## Assassinato
Em 28 de junho, dois agressores entraram na alfaiataria de Lal se passando por clientes. Quando Lal começou a fazer as medições para um deles, ele foi atacado com um cutelo às 14:45. Todo o ataque foi capturado em vídeo pelos agressores. Embora amplamente relatado como uma decapitação, de acordo com a polícia os agressores tentaram decapitar Lal, mas falharam. O pescoço de Lal foi cortado, mas sua cabeça não foi separada de seu corpo.
Um assistente de Lal também sofreu ferimentos graves na cabeça tentando salvá-lo.
Depois de subjugar Lal, os dois acusados o arrastaram para fora da loja e cortaram sua garganta. Outros lojistas não tentaram resgatá-lo. Os agressores fugiram a pé e depois em uma motocicleta.
De acordo com a investigação policial, a dupla inicialmente planejava matar Lal em sua casa.
No que parece ser um segundo vídeo (gravado após o ataque), eles se gabam do assassinato para vingar o insulto ao Islã e também fizeram ameaças contra o primeiro-ministro da Índia, Narendra Modi.

## Consequências
Após o incidente, as lojas locais da área foram fechadas e os comerciantes exigiram a prisão do acusado. Protestos exigindo ação imediata foram realizados em várias partes da Índia.
As autoridades locais de Udaipur impuseram um toque de recolher com duração de 24 horas e bloquearam o acesso à internet em todo o estado de Rajasthan. O governo central enviou a Agência Nacional de Investigação (NIA), a principal unidade antiterrorista da Índia, para investigar o incidente. A polícia disse que os criminosos tentaram decapitar Kanhaiya durante o ataque, mas não conseguiram.

## Criminosos
Os agressores foram identificados como Mohammad Riyaz Attari e Ghouse Mohammad.
Os agressores foram presos pelas autoridades no distrito de Rajsamand, no Rajastão, em 28 de junho, supostamente enquanto tentavam fugir.
No dia 1 de julho de 2022, surgiram fotos de Mohammad Riyaz Attari, que o mostravam participando de eventos do BJP. Em uma postagem de 2020 no facebook, Attari foi descrito por um líder local do Partido do Povo Indiano e da Rashtriya Swayamsevak Sangh (Organização Voluntária Nacional) como um "trabalhador dedicado do BJP".
As investigações também revelaram que Attari estava dirigindo uma motocicleta com uma placa personalizada com o número "2611", em referência aos ataques terroristas de 26/11.

## Reações
Em resposta ao assassinato, cerca de 7.000 pessoas marcharam em silêncio em um protesto na cidade de Udaipur.
O porta-voz das Nações Unidas, Stéphane Dujarric, pediu por harmonia religiosa e paz global em resposta ao assassinato de Kanhaiya Lal.
O Conselho de Direito Pessoal Muçulmano da Índia (AIMPLB) repreendeu o assassinato afirmando que "fazer justiça com suas próprias mãos é altamente punível, lamentável e não-islâmico" e acrescentou: "Nem a lei nem a Sharia islâmica permitem este comportamento". O chefe do Jamiat Ulema-e-Hind (Conselho dos Teologistas Muçulmanos Indianos), Maulana Mahmood Madani declarou: "O incidente de Udaipur é uma desgraça para a humanidade; É uma desgraça para a humanidade e um ato de difamação do Islã. Não importa quem seja o assassino, ninguém tem autoridade para fazer justiça e ordem com suas próprias mãos." O corpo religioso Jamaat-e-Islami Hind chamou o incidente de "bárbaro, incivilizado e não há espaço para justificação de violência no Islã. A paz não deve ser perturbada. Ninguém deve tentar tirar vantagem desse crime horrendo".
Organizações hindus como Vishva Hindu Parishad e Bajrang Dal organizaram protestos e exigiram medidas rigorosas contra os culpados. Embora a Rashtriya Swayamsevak Sangh  (RSS) esteja em silêncio até agora, o Corpo Muçulmano ligado ao RSS exigiu a pena capital (sentença de morte).
A Anistia Internacional se posicionou contra os atos cometidos e solicitou que o governo indiano tomasse medidas para punir os assassinos.